# キングダム (映画)
『キングダム』は、2019年4月19日に公開の日本の映画。原作は原泰久による漫画『キングダム』。主演は山﨑賢人。原作の1巻から5巻の部分を実写化したとされる第一作目。続編に『キングダム2 遥かなる大地へ』、『キングダム 運命の炎』、『キングダム 大将軍の帰還』がある。

## 概要
2018年4月のコミックス第50巻達成を記念して実写映画化され、連載10周年記念動画で信役を務めた山﨑賢人が主演になった。監督は佐藤信介。1年にわたる脚本会議には作者の原泰久も参加し、「納得の脚本」と太鼓判を押した。
2018年10月9日にキャスト・監督・予告編が発表された。
2020年5月29日、日本テレビ系『金曜ロードSHOW!』で地上波初放送。同日朝の情報番組『ZIP!』で続編の制作が発表された。
2019年公開の邦画実写作品における興行収入1位を記録。

## ストーリー
紀元前245年、春秋戦国時代。中華西方の国・秦に、信と漂という戦災孤児で奴隷の少年がいた。2人は「天下の大将軍」を目指し、日々剣術の修行を行っていた。そこへ大臣・昌文君が現れ、漂を王宮へ仕官させる。だがある夜、信の家に漂が深手を負った状態で戻り、漂は地図を信に手渡して命を落としてしまう。
地図に書かれた場所へ向かった信は、漂に瓜二つの顔立ちをした秦王・嬴政と出会う。信は漂が「嬴政の影武者」となったことで刺客に襲われたことを知ると、嬴政に敵意を剥き出しにする。そこへ刺客の襲撃を受けるが、信は漂の仇である刺客を討ち取る。嬴政は弟の成蟜と左丞相・朅氏に玉座を奪われ流浪の身であり、信や河了貂と共に嬴政は昌文君との合流地へ向かう。
途中現れた刺客をはね除け、3人は昌文君、壁の軍勢と合流を果たすが、そこで信は壁から漂の活躍を聞かされ、嬴政の王都奪還への協力を決意する。一行は「山の民」の協力を得るため、山界の王・楊端和の元へ向かう。そして嬴政は「中華統一」という自身の道を語り、楊端和と山の民の協力を取り付け、王都・咸陽の奪還へ向かう。
王宮へと潜入した一行は、嬴政・昌文君・楊端和らが囮として正面突破を図り、その隙に壁・信・バジオウらが王宮にいる成蟜と朅氏の首を狙う。信らは処刑人・ランカイを倒すが、宮殿には人斬り・左慈がおり、信は苦戦するも左慈を倒す。朅氏を討ち取り成蟜は逃亡するも、嬴政は成蟜を殴り倒して内乱の終結を告げる。
王弟側の将・魏興が抵抗するも、そこへ六大将軍・王騎が現れる。反乱軍を蹴散らした王騎は、嬴政に王の資質を見ると颯爽と立ち去る。こうして反乱は終結した。

## キャスト
- 信：山﨑賢人
- 嬴政 / 漂：吉沢亮
- 楊端和：長澤まさみ
- 河了貂：橋本環奈
- 成蟜：本郷奏多
- 壁：満島真之介
- バジオウ：阿部進之介
- 朱凶：深水元基
- 里典：六平直政
- タジフ：一ノ瀬ワタル
- 敦：大内田悠平
- ランカイ：阿見201
- 黒長老：マメ山田
- 白長老：TERU
- 昌文君：髙嶋政宏
- 騰：要潤
- 信（幼少時代）：大西利空
- 漂（幼少時代）：南出凌嘉
- 昌文君兵1：北岡龍貴
- 昌文君兵2：大迫一平
- 昌文君兵3：大地泰仁
- 昌文君兵4：伊藤友樹
- 昌文君兵5：関野昌敏
- 昌文君兵6：大塚ヒロタ
- 昌文君の家臣：佐藤一平
- 文官1：酒向芳
- 文官2：剣持直明
- 文官3：川井つと
- 文官4：岸田研二
- 西の門の文官：信太昌之
- 朱亀の門の敵将：慈五郎
- 左慈の部下：三元雅芸
- 衛兵1：平原テツ
- 衛兵2：谷口翔太
- 伝令1：金子岳憲
- 伝令2：鈴木信二
- 御者1：尾崎一彦
- 御者2：名倉右喬
- 山の民1：黒石高大
- 山の民2：竜二
- 山の民3：広瀬圭祐
- 山の民4：スガマサミ
- 盗賊1：小水たいが
- 盗賊2：佐藤文吾
- 盗賊3：山口孝二
- 村人：田野良樹
- 里典の妻：山田あんこ
- 里典の子：藤倉未邦
- ムタ：橋本じゅん
- 左慈：坂口拓
- 魏興：宇梶剛士
- 肆氏：加藤雅也
- 朅氏：石橋蓮司
- 王騎：大沢たかお

## スタッフ
- 原作：原泰久『キングダム』（集英社「週刊ヤングジャンプ」連載）
- 監督：佐藤信介
- 脚本：黒岩勉、佐藤信介、原泰久
- 音楽：やまだ豊
- 主題歌：ONE OK ROCK「Wasted Nights」（A-Sketch）
- 製作：北畠輝幸、今村司、市川南、谷和男、森田圭、田中祐介、小泉貴裕、弓矢政法、林誠、山本浩、本間道幸
- エグゼクティブプロデューサー：木下暢起、伊藤響
- 企画：稗田晋、村田千恵子
- プロデューサー：松橋真三、北島直明、森亮介、平野宏治
- アソシエイトプロデューサー：高秀蘭
- 宣伝プロデューサー：小山田晶
- ラインプロデューサー：小沢禎二
- 中国ユニットラインプロデューサー：角田道明
- チーフコーディネーター：劉士華
- 音楽プロデューサー：千田耕平
- 撮影監督：河津太郎
- 美術監督：斎藤岩男
- 録音：横野一氏工
- アクション監督：下村勇二
- VFXスーパーバイザー：神谷誠、小坂一順
- 編集：今井剛
- スクリプター：田口良子
- 衣装デザイン：宮本まさ江
- ヘアメイク：本田真理子
- 助監督：李相國
- 制作担当：吉田信一郎
- 中国ユニット制作担当：濱崎林太郎
- 撮影：島秀樹
- GAFFER：小林仁
- 美術：瀬下幸治
- 装飾：秋田谷宣博
- キャスティング：楠間由野
- テクニカルプロデューサー：大屋哲男
- DIプロデューサー / カラーグレーダー：齋藤精二
- キャラクター特殊メイクデザイン・特殊造形統括：藤原カクセイ
- かつら：濱中尋吉
- コンセプチュアルデザイン（山の民）：田島光二
- 中国史監修：鶴間和幸
- オープニングナレーション：吉永幸一
- 音楽制作：CURRENT, Inc
- 特別協力：微博・周帆
- 配給：東宝、ソニー・ピクチャーズ エンタテインメント
- 制作プロダクション：CREDEUS
- 製作幹事：集英社、ソニー・ピクチャーズ エンタテインメント、日本テレビ放送網
- 製作：映画「キングダム」製作委員会（ソニー・ピクチャーズ エンタテインメント、日本テレビ放送網、集英社、東宝、読売テレビ放送、KDDI、GYAO、CREDEUS、ジェイアール東日本企画、東急エージェンシー、博報堂、ぴえろ、札幌テレビ放送、宮城テレビ放送、静岡第一テレビ、中京テレビ放送、広島テレビ放送、福岡放送）

## 受賞歴
- 第43回日本アカデミー賞[14]
  - 最優秀助演男優賞（吉沢亮）
  - 最優秀助演女優賞（長澤まさみ）
  - 最優秀撮影賞（河津太郎）
  - 最優秀美術賞（斎藤岩男）
  - 優秀作品賞
  - 優秀監督賞（佐藤信介）
  - 優秀音楽賞（やまだ豊）
  - 優秀録音賞（横野一氏工）
  - 優秀編集賞（今井剛）
- 第62回ブルーリボン賞
  - 助演男優賞（吉沢亮）[15]
- 第44回報知映画賞
  - 監督賞（佐藤信介）[16]
- 第39回藤本賞
  - 藤本賞・特別賞（松橋真三、村田千恵子、稗田晋、森亮介、北島直明）[17]
- 第２回映画のまち調布賞
  - 美術賞（斎藤岩男）[18] [19]
- 第10回ロケーションジャパン大賞[20]
  - 監督賞（佐藤信介）[21]
- 第37回ゴールデングロス賞 [22]
  - 優秀銀賞[23]

## 撮影地
- 象山影視城ほか

## 音楽ソフト
映画「キングダム」オリジナル・サウンドトラック
バップより2019年4月17日発売。規格品番 VPCD-86245

## 映像ソフト
いずれもソニー・ピクチャーズ エンタテインメントより2019年11月6日発売。
キングダム ブルーレイ&DVDセット プレミアム・エディション【初回生産限定】
規格品番 BJSL-81554
キングダム ブルーレイ&DVDセット【通常版】
規格品番 BJBO-81554

## ノベライズ
いずれも集英社より2019年4月12日発売。
キングダム 映画ノベライズ
著者は藤原健市。ダッシュエックス文庫 刊。ISBN 978-4-08-631300-1
キングダム 映画ノベライズ みらい文庫版
著者は松田朱夏。集英社みらい文庫 刊。ISBN 978-4-08-321498-1

## テレビ放映
| 回数 | テレビ局   | 放送枠           | 放送日        | 放送時間      | 放送分数 | 平均世帯 視聴率 | 備考 |
| ---- | ---------- | ---------------- | ------------- | ------------- | -------- | --------------- | --- |
| 1    | 日本テレビ | 金曜ロードSHOW!  | 2020年5月29日 | 21:00 - 23:39 | 159分    | 16.5%           | 地上波初放送 本編ノーカット放送 番組の最後では、放送当日の「ZIP!」で発表された続編の制作発表を山崎賢人、吉沢亮の口から改めて発表され、原作者の原泰久の「次は戦場で会いましょう」というコメントとイラストが紹介された。 放送直後の「アナザースカイII」では、キャストである山崎賢人、橋本環奈、大沢たかおがそれぞれ出演した放送回の未公開・最新映像を含んだ特別版が放送された。 |
| 2    | 日本テレビ | 金曜ロードショー | 2022年7月15日 | 21:00 - 23:39 | 159分    | 9.9%            | 本編ノーカット放送 『キングダム2 遥かなる大地へ』公開記念。 |
| 3    | 日本テレビ | 金曜ロードショー | 2024年6月28日 | 21:00 - 23:09 | 129分    | 7.8%            | スペシャルエディション 『キングダム 大将軍の帰還』公開記念。 |

- 視聴率はビデオリサーチ調べ、関東地区・世帯・リアルタイム。

## その他
- 劇中で大沢たかおが演じている王騎が笑顔で腕組みをしているシーンがある。この場面は後にネットミーム化されており、主に楽しそうにしていたり、阿鼻叫喚に陥っている人を高みの見物で眺めている際に使用されている[29]。

## 続編
映画の続編は、2022年7月15日公開の『キングダム2 遥かなる大地へ』。続編の製作は2020年5月29日に発表されていたが、新型コロナウイルス感染症の影響で当初の制作体制から大きな変更を余儀なくされ、撮影は厳戒態勢の中、2020年6月から段階的に日本各地や中国などにて行われ、2021年10月にクランクアップを迎えた。2022年1月1日に正式タイトルが発表された。2022年3月14日、主題歌がMr.Childrenの楽曲「生きろ」に決定し、公開日もあわせて発表された。